# Colloredo di Monte Albano
Colloredo di Monte Albano – miejscowość i gmina we Włoszech, w regionie Friuli-Wenecja Julijska, w prowincji Udine.
Według danych na rok 2004 gminę zamieszkiwały 2153 osoby, 102,5 os./km².